# Potamophilops cinereus
Potamophilops cinereus là một loài bọ cánh cứng trong họ Elmidae. Loài này được Blanchard miêu tả khoa học năm 1837.